# کنگر (شهر)
کنگر شهری در مالزی است که نزدیک به پنجاه هزار نفر جمعیت دارد.
این شهر پایتخت ایالت پرلیس است.

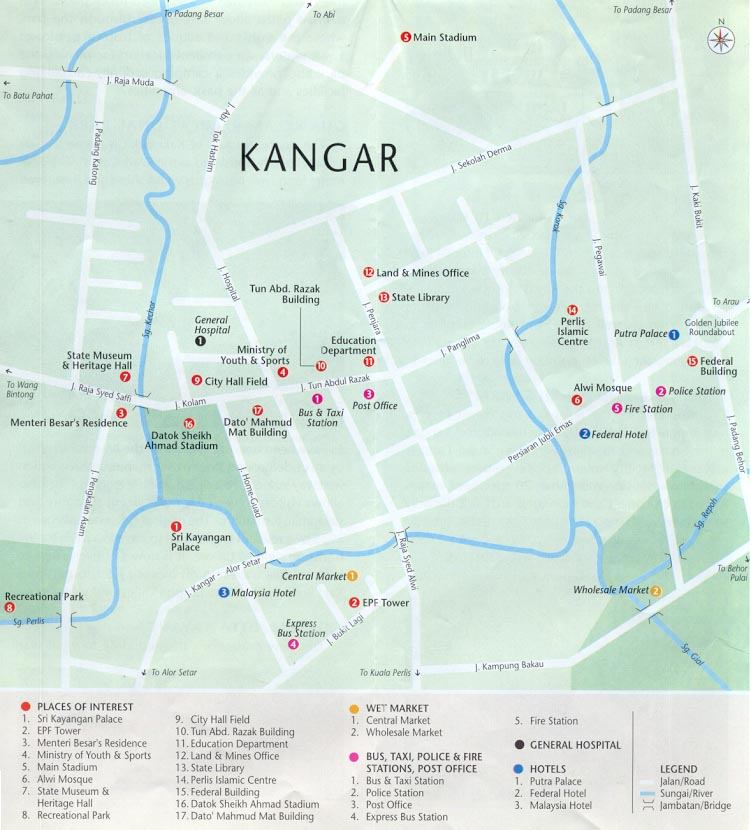

کنگر در بخش شبه جزیره‌ای مالزی واقع شده‌است و بر کرانهٔ رودخانهٔ پرلیس قرار دارد. این شهر در ۴۵ کیلومتری شمال آلور استار است.
محلهٔ مرکز شهر کنگر ترکیبی از مغازه‌ها و خانه‌های جدید و قدیمی و ساختمان‌های مجلل دورهٔ استعمار و برج ساعت معروف است. مسجد علوی که در ۱۹۱۰ ساخته شد و سابقاً مسجد ایالتی بود، از دیگر نشانه‌های معروف کنگر است.
معروف است که نام کنگر از نوعی گونهٔ شاهین به نام کنگ کوک آمده‌است.